# Đô đốc Kuznetsov (tàu sân bay Nga)
Tuần dương hạm mang máy bay Kuznetsov (tiếng Nga: Адмира́л Фло́та Сове́тского Сою́за Кузнецо́в, chuyển tự: Admiral Flota Sovetskogo Soyuza Kuznetsov) là loại tàu tuần dương hạm mang máy bay. Tàu được đóng tại xưởng đóng tàu Nam Nikolayev trên bờ Biển Đen thuộc Ukraina từ 1985 nhưng phải đến năm 1995 mới chính thức đi vào hoạt động. Quân số trên tàu là 1.960 người (626 phi hành đoàn, 40 nhân viên), 3.857 phòng. Tàu Kuznetsov được trang bị máy bay MiG-29K, 24 trực thăng (4 Ka-27LD32, 18 Ka-27PLO và 2 Ka-27S). Không như các tàu sân bay khác của phương Tây vốn luôn cần một đội tàu hộ tống, tàu Đô đốc Kuznetsov được thiết kế để có thể độc lập tác chiến chống lại các loại tàu khác với hệ thống vũ khí riêng của mình chứ không cần một đội tàu bảo vệ vì đây vốn là một tuần dương hạm mang tên lửa hạng nặng .
Con tàu này có tên khai sinh là Leonid Brezhnev khi bắt đầu chế tạo năm 1982. Năm 1985, tàu chuyển tên thành Riga, hai năm sau đó, lại đổi thành Tbilisi. Năm 1990, nó có tên hiện nay là Đô đốc Kuznetsov. Giới phân tích phương Tây gọi đây là con tàu có nghìn cái tên.
Do ra đời vào thời kỳ Liên Xô vừa tan rã nên việc bảo trì tàu bị bỏ bê suốt một thời gian dài. Vì vậy con tàu từ khi ra đời đã liên tục gặp trục trặc, đến nỗi trong giới binh sĩ Nga tồn tại một câu nói vui: "Nếu anh không tuân thủ kỷ luật, anh sẽ bị phái đến phục vụ trên tàu Kuznetsov".
Tuần dương hạm mang máy bay Kuznetsov mỗi lần đi biển luôn có một chiếc tàu kéo đi kèm. Nếu động cơ của tàu sân bay gặp sự cố, tàu kéo này sẽ làm nhiệm vụ kéo tàu sân bay về cảng. Đây là vấn đề Tuần dương hạm mang máy bay Kuznetsov cũng như chiếc Varyag đã bán cho Trung Quốc.

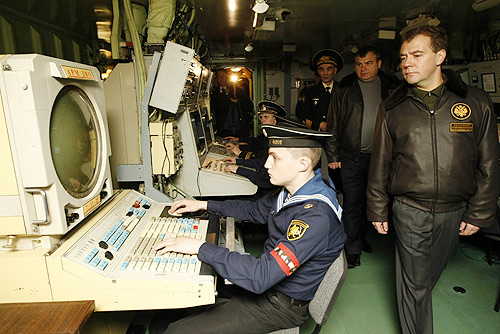
Tổng thống Nga Dmitry Anatolyevich Medvedev tham quan phòng điều khiển chiếc Kuznetsov tháng 10/2008

Đến đầu những năm 2000 thì tàu đã bị xuống cấp nghiêm trọng do không được bảo trì sau một thời gian dài phải neo đậu một chỗ, không được trang bị hệ thống sưởi ấm nên khi trời lạnh, nước đóng băng ở mọi chỗ, thậm chí làm nứt hệ thống đường ống. 60% số phòng trên tàu không được cung cấp nước, dù là mùa đông hay mùa hè. Con tàu có 50 nhà vệ sinh nhưng chỉ có 25 cái được phép hoạt động. 50% số ống thông hơi cũng bị hư hỏng trong khi trên tàu có rất ít cửa sổ nên bên trong tàu rất ngột ngạt. Chỗ ăn ở, sinh hoạt cho thủy thủ đoàn cũng không được tốt..
Tàu hiện đang được đại tu nâng cấp từ năm 2012 để loại bỏ những hạn chế hiện nay và tu sửa một số bộ phận, dự tính trở lại hoạt động năm 2017. Tàu bắt đầu cho thấy khả năng của mình khi bắt đầu tham gia vào nhiều cuộc tập trận trên biển hơn từ năm 2000. Thứ trưởng Bộ Quốc phòng Alexander Sukhorukov tuyên bố, trong năm 2012 sẽ đặt hàng mua 28 máy bay MiG-29K cho tàu sân bay tuy nhiên so sánh giữa các tiêm kích hạm MiG - Su, các chuyên gia quân sự Nga đánh giá MiG-29K có nhiều tính năng kém hơn so với Su-33 là thành phần cơ bản trong trang bị của Kuznetsov hiện nay.
Tàu đã được Hải quân Nga dùng để thử nghiệm sơ bộ tổ hợp tổ hợp định vị vệ tinh mới và thu được một số kết quả, tổ hợp này sẽ giúp phi công hạ cánh xuống đường băng tàu dù trong tình trạng không thấy gì hay trong điều kiện thời tiết bất lợi, nếu thử nghiệm hệ thống thành công thì những cơ hội mới sẽ mở ra không chỉ riêng cho lực lượng chiến đấu cơ phục vụ cho hải quân.

## Nhận xét
- "Khi tàu sân bay có chuyến đi ra đại dương mà phải có tàu lai dắt đi cùng thì điều đó có nghĩa là không ai nghĩ là nó sẽ tự mình trở về căn cứ từ đại dương. Tôi nghĩ Hải quân Nga cần Admiral Kuznetsov để ra oai, để ra vẻ ta đây là quốc gia "đại dương". (Phó Chủ tịch Học viện các vấn đề địa chính trị, tiến sĩ khoa học quân sự Konstantin Sivkov)
- Bộ trưởng quốc phòng Anh Michael Fallon cho chiếc tàu Kuznetsov là già nua và xiêu vẹo khi so sánh nó với tàu sân bay Queen-Elizabeth vừa mới hạ thủy, và nói người Nga sẽ ghen tị khi thấy chiếc tàu này.[5]